# Dubbelplanet

Två tänkbara planeter i omloppsbana runt samma gravitationscenter (röd färg).

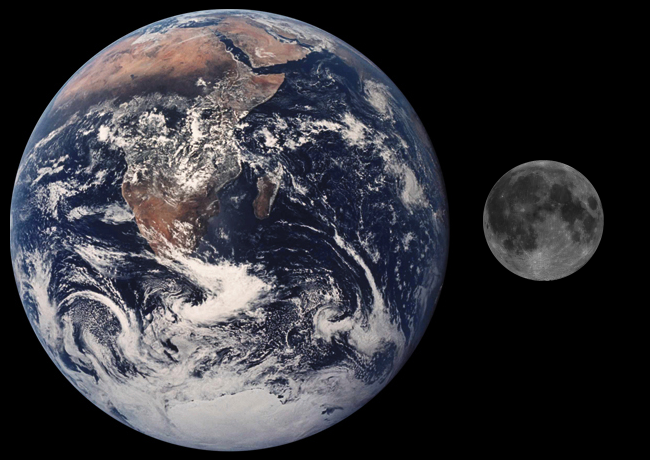
Jorden och Månen kallas ibland informellt för dubbelplanet.

Begreppet dubbelplanet eller binär planet är en informell term som används för att beskriva en planet med en måne som är tillräckligt stor för att betraktas som en planet. En gemensam definition är att föremålen roterar runt en tyngdpunkt som ligger utanför deras yta. Den formella termen är "Binary system". Det finns även dubbla asteroid- och småpanetssystem som 90 Antiope och "double Kuiper belt object systems"  som (79360) 1997 CS29 och 1998 WW31. Inga officiellt klassade dubbelplaneter finns 2009. Dock brukar Pluto och Charon inofficiellt ibland räknas som dubbelplanetsystem. Ibland kallas även jorden och månen tillsammans informellt för dubbelplanet.